# میخائیل بورتسف
میخائیل بورتسف (روسی: Михаил Иванович Бурцев؛ ۲۱ ژوئن ۱۹۵۶ – ۱۶ اکتبر ۲۰۱۵) شمشیرباز اهل اتحاد جماهیر شوروی سوسیالیستی بود.
وی در مسابقات کشوری و بین‌المللی در مجموع برندهٔ ۸ مدال طلا، ۵ مدال نقره، ۲ مدال برنز شده‌است.